# Santa María de Ordás
 (décembre 2023).
Si vous disposez d'ouvrages ou d'articles de référence ou si vous connaissez des sites web de qualité traitant du thème abordé ici, merci de compléter l'article en donnant les références utiles à sa vérifiabilité et en les liant à la section « Notes et références ».
Pour les articles homonymes, voir Ordas (homonymie).
Santa María de Ordás est une commune d'Espagne dans la province de León, communauté autonome de Castille-et-León. Elle s'étend sur 45,58 km2 et comptait environ 340 habitants en 2015.